# Mokopuna Island
Mokopuna Island ist eine Insel im Wellington Harbour auf der Nordinsel von Neuseeland.

## Geographie
Mokopuna Island befindet sich nördlich von Matiu/Somes Island in einer Distanz von rund 70 m. Zum Küstenstreifen des Stadtteils Petone von Lower Hutt sind es rund 2,6 km in nördlicher Richtung und zum Lambton Harbour von Wellington rund 7,7 km in südwestlicher Richtung.
Die nicht über 20 m Höhe hinausragende Insel besitzt eine Länge von rund 180 m in Südsüdwest-Nordnordost-Richtung und eine maximale Breite von rund 85 m in Ost-West-Richtung bei einer Flächenausdehnung von rund einem Hektar. Die Insel ist zum Teil bewaldet und an ihren Rändern felsig.